# Kharkiv
Kharkiv (ukrainsk: Харків, tr. Kharkiv; russisk: Харьков, tr. Kharkov) er den næststørste by i Ukraine med 1.421.125 (2022) indbyggere. Byen ligger i den nordøstligste del af landet på bredderne af floderne Kharkiv, Lopan og Udy.
Kharkiv er et vigtigt kulturelt, videnskabeligt, uddannelsesmæssigt, transport og industrielt center i Ukraine, med 60 videnskabelige institutter, 30 højere læreanstalter, 6 museer, 7 teatre og 80 biblioteker. Kharkiv er den by der i Ukraine har flest internationale studerende. Industrien i Kharkiv er primært maskinindustri og elektronikindustri. Der er hundreder af industrivirksomheder i byen. Blandt dem er globalt vigtige industrier som Kharkovskoje maskinbygnings og designbureau (panserede køretøjer), Malysjeva tankfabrik (kampvogne), Khartron (styresystemer til interkontinentale missiler og atomkraftværker) og Turboatom (tubiner til termiske kraftværker og vandkraftværker).
Kharkiv, der blev grundlagt i 1654, var et vigtigt center for ukrainsk kultur i det Russiske Kejserrige og den største by i det historiske område Slobozjansjtjina, også kaldet Sloboda Ukraine. Kharkiv var den første by i Ukraine, der anerkendte sovjetmagten i december 1917 og blev den første hovedstad i Ukrainske SSR og forblev således ind til januar 1935, hvorefter hovedstaden blev flyttet til Kijev. Kharkiv er det administrative centrum for Kharkiv oblast og den omkringliggende Kharkiv rajon.

## Historie
Byen blev grundlagt som en fæstning for at forsvare det Russiske Kejserriges sydlige grænser i 1653 (andre kilder opgiver 1630). Det omkringliggende Sloboda Ukraine, tidligere en del af den såkaldte vildmark havde været befolket af flygtede ukrainske bønder og kosakker siden Den polsk-litauiske realunion. Russiske tropper var stationeret i området som forsvar mod indtrængende, røveriske Krimtatarer.
Med erobringen af Novorossija (Nyrusland) og flytning af grænserne mod syd mistede Kharkiv i slutningen af 1700-tallet betydningen som fæstning og udviklede sig til et center for handel og håndværk og blev hovedstad i Slobodsko-Ukrainskaja guvernement i 1765.
I 1805 blev Kharkov Universitet åbnet med blandt andet 28 tyske lektorer og professorer. I forbindelse med tilslutning til jernbanenettet i 1869 og indledningen af udvindingen af kul og jernmalm blev Kharkiv i slutningen af 1800-tallet et vigtigt industrielt center. I 1906 blev Kharkivs sporvognnet sat i drift.
Under borgerkrigen 1917-1920 foregik voldsomme kampe i byen. I januar 1918 blev den første ukrainske sovjetkongres afholdt i Kharkiv. Kongressen udråbte Ukraine som en socialistisk sovjetrepublik og Kharkiv blev republikkens første hovedstad, som byen var frem til 1934. I 1917 havde byen 279.000 indbyggere og i 1939 833.000 indbyggere.
I foråret 1933 var Kharkiv et af de områder, der var særlig berørt af Holodomor, en hungerkatastrofe, der forårsagedes af den fejlslagne høst i både 1932 og 1933. I 1934 blev Kijev hovedstad i den ukrainske sovjetiske republik, men Kharkiv forblev et vigtigt politisk, økonomisk og kulturelt center.
Under 2. verdenskrig blev Kharkiv ramt af store skader. Inden den tyske hær rykkede frem mod byen blev flere af industrierne og institutionerne demonteret og over 400 000 af indbyggerne blev evakueret mod øst. Jernbanespor, kraftværker, vandledninger og andre  installationer sprængtes af de sovjetiske tropper. De tysk tropper indtog byen den 25. oktober 1941, hvorefter byen blev en frontzone.
Den Røde Hær overtog Kharkiv den 16. februar  1943, holdt den til den 15. marts og fik permanent kontrol den 23. august samme år. Befolkningen bestod da af mellem  160 000 og 192 000 indbyggere. Genopbygningen af byen indledtes direkte efter den anden verdenskrig.
Efter Sovjetunionens opløsning i 1991 opstod der nye organisationer indenfor kultur- og uddannelsessektorerne. I og med at planøkonomien ophørte formindskedes støtten til den statslige industri og leverancerne fra de tidligere sovjetrepublikker blev afbrudt, hvilket Kharkiv blev hårdt ramt af, da byen havde en stor militærindustri. En omstilling af industrien til civil produktion genomførtes og industrisektorerne kunne langsomt gendannes og servicesektorerne ekspanderede gennem individuelle initiativer. Kharkiv kom også til at blive en ledende by indenfor den ukrainske banksektor.

## Geografi

### Topografi
Kharkiv ligger i det nordøstlige Ukraine. Byen ligger hvor floden Kharkiv munder ud i floden Lopan, og hvor Lopan munder ud i floden Udy, en biflod til floden Donets.

### Klima
Kharkiv har fastlandsklima med varme somre og kolde vintre samt betydelige nedbørsmængder.

## Demografi

### Befolkningstal
Kharkiv er den næststørste by i Ukraine efter hovedstaden Kiev og har et beregnet indbyggertal på 1.421.125 (2022) indbyggere. Ved den seneste (og hidtil eneste) folketælling i Ukraine i 2001 havde byen et indbyggertal på 1.470.000 faste indbyggere.
Siden Ukraines uafhængighed er indbyggertallet i Kharkiv faldet i mere end 20 år (1992 til 2012) for første gang i fredstid. På 16 år faldt indbyggertallet med 168.000 personer (fra 1.621.600 i 1992 til 1.453.100 i 2008). Den 1. januar 2015 havde Kharkiv 1.452.900 indbyggere, 1 juni 2015 havde byen 1.450.052 indbyggere.

### National sammensætning og modersmål
Kharkiv er en kosmopolitisk by med hjemsted for 111 nationaliteter. Andelen af ukrainere i byen var ved folketællingen i 1989 50.38%, allerede ved folketællingen i 2001 var tallet steget til 60.99%.
|      | Ukrainere | Russere | Jøder  |
| 1926 | 38,6 %    | 37,2 %  | 19,5 % |
| 1939 | 48,5 %    | 32,9 %  | 15,6 % |
| 1959 | 48,4 %    | 36,1 %  | 8,7 %  |
| 1989 | 50,4 %    | 42,0 %  | 3,0 %  |
| 2001 | 62,0 %    | 33,0 %  | 0,7 %  |

## Sport
I 2009 blev den internationale historiske kampkonkurrence Battle of the Nations afholdt for første gang i Kharkiv. 

## Personer fra Kharkiv
- Nikolaj Barabašov († 1971), astronom.
- Pavel Batitski († 1984), Sovjetunionens Helt, bøddelen som henrettede Lavrentij Berija.[14][15][16][17]
- Justine Pasek (f. 1979), polsk-panamansk Miss Universe.
- Tamara Press († 2021),[18] olympisk mester for Sovjetunionen .
- Eugen Schauman († 1904), finsk politisk attentator.
- Otto Struve († 1963), astronom.
- Sergei Sviatchenko (f. 1952), dansk-ukrainsk arkitekt.

## Venskabsbyer
Kharkiv har venskabsbyforbindelse med 20 byer:
| - Belgorod, Rusland (2001) - Bologna, Italien (1966) - Brno, Tjekkiet (2005) - Cetinje, Montenegro (2011) - Cincinnati, USA (1989) - Daugavpils, Letland (2006) - Gaziantep, Tyrkiet (2011) - Jinan, Kina (2004) - Kaunas, Litauen (2001) - Kutaisi, Georgien (2005) | - Lille, Frankrig (1978) - Moskva, Rusland (2001) - Nizhny Novgorod, Rusland (2001) - Nürnberg, Tyskland (1990) - Poznań, Polen (1998) - Rishon LeZion, Israel (2008) - Sankt Petersborg, Rusland (2003) - Tianjin, Kina (1993) - Varna, Bulgarien (1995) - Warszawa, Polen (2011) |

## Billeder
- Udsigt over floden i Kharkiv
- Drobiskij-mindesmærket for de op imod 16.000, der blev dræbt af nazistiske tropper under 2. verdenskrig
- Født i Kharkiv, Justine Pasek (Miss Universe i 2002)